# Řád Lesotha
Řád Lesotha neboli Nejgalantnější řád Lesotha je nejvyšší státní vyznamenání Lesothského království. Založen byl králem Moshoeshoe II. v roce 1972. Udílen je ve třech třídách za mimořádné služby státu občanům Lesotha i cizím státním příslušníkům.
Mezi významnými nositeli tohoto vyznamenání patří Bill Clinton, Festus Mogae, Kenneth Kaunda či Nelson Mandela.

## Insignie
Řádový odznak má podobu barevně smaltovaného státního znaku Lesotha. Ve středovém štítu je zeleně smaltovaný krokodýl. Po stranách štítu jsou dva koně stojící na zadních nohách.
Stuha řádu byla do roku 1987 tmavě modrá, s úzkým zeleným a červeným proužkem lemujícím oba okraje. V roce 1987 byl vzhled stuhy změněn. Nová stuha sestává ze širokého středového pruhu světle modré barvy, který je po obou stranách lemovaný užším bílým a zeleným pruhem. Svým barevným provedením tak odpovídá barvám státní vlajky.

## Třídy
Tento řád je udílen ve třech třídách:
- velkokomtur
- komtur
- důstojník